# 平井毓太郎
平井 毓太郎（ひらい いくたろう、1865年11月28日（慶応元年10月11日） - 1945年（昭和20年）1月12日）は、日本の医学者、小児科医。京都帝国大学教授。旧姓木場。三重県出身。

## プロフィール
- 1890年 東京帝国大学医科卒業
- 1894年 京都府立医学校（現京都府立医科大学）教諭
- 1899年 ドイツ留学
- 1902年 京都帝国大学医科小児科初代教授
- 1925年 授乳中の乳幼児に見られた脳膜炎様病症の原因を、母親が使う含鉛白粉による鉛中毒であることを発見、日本小児科学会で報告した[1]
- 1925年 定年退官。その後も京都の小児科医を集めて月に一度講義を行う
- 1932年 帝国学士院賞受賞
- 1944年 帝国学士院会員

## 人物
- ベルツの弟子で、代診を命じられるほど信頼を置かれた。
- 健康のため、早朝と午後の散歩を日課とした。一日２里（８キロ）は歩き、常に歩数計を身につけていた。
- 数十年にわたって一人暮らしだったが、夏にも袴をつけるなど、厳格な暮らしぶりを通した。
- 英独仏語に通じ、海外の医学雑誌の抄録を日々欠かさなかった。その成果は、月に一度の小児科医への講義に反映された。数年前に抄録した内容を思い出し、わざわざ屋根裏部屋にノートをとりに行く平井の姿を、参加者のひとり松田道雄はエッセイにとどめている。
- 東大医学部の医学生時代に同期だった伊藤隼三と親交が深く，卒後はそれぞれ内科のベルツ，外科のスクリバに師事した．後に二人とも京都帝国大学の教授として再会．平井は初代小児科学講座教授，伊藤は初代外科学第二講座教授として活躍した．

## 家族
娘・照子の婿・平井金三郎は岩村高俊の三男。

## 門下生
- 竹內薰兵[3]